# Parandak
Parandak (farsi پرندک) è una città della shahrestān di Zarandiyeh, circoscrizione Centrale, nella provincia di Markazi in Iran. Aveva, nel 2006, una popolazione di 6.184 abitanti.  